# Moita
Moita est une municipalité (en portugais : concelho ou município) du Portugal, située dans le district de Setúbal et la région de Lisbonne.

## Géographie
Moita est limitrophe :
- au nord et à l'est, de Montijo,
- au sud-est, de Palmela,
- à l'ouest, de Barreiro,
- au nord-ouest, sur une petite façade, de l'estuaire du Tage.

## Démographie
| 1801  | 1849  | 1900  | 1930  | 1960   | 1981   | 1991   | 2001   | 2004   |
| ----- | ----- | ----- | ----- | ------ | ------ | ------ | ------ | ------ |
| 1 261 | 2 273 | 6 350 | 9 486 | 29 110 | 53 240 | 65 086 | 67 449 | 70 226 |

## Subdivisions
La municipalité de Moita groupe 6 paroisses (en portugais : freguesias) :
- Alhos Vedros
- Baixa da Banheira
- Gaio-Rosário
- Moita
- Sarilhos Pequenos
- Vale da Amoreira

## Culture
Le mardi après le deuxième dimanche de septembre est le jour férié de la ville.